# Stroe Leurdeanu
Stroe Leurdeanu, cunoscut și ca Stroe (sin) Fiera, Stroie Leurdeanu, Stroe Leordeanu, sau Stroe Golescu (n. 1620 – d. 1679)  a fost un boier muntean, membru și lider al partidei Bălenilor, mare pitar. În timpul căsătoriei cu Vișa din Golești ctitoresc împreună la Golești, la 1640, respectiv 1646, conacul, devenit apoi leagănul marii familii a Goleștilor, conac ce există și astăzi în județul Argeș și este transformat în muzeu, respectiv biserica cu hramul Sf. Treime.

## Legături externe
- O definiție pentru Leurdeanu